# Osama Zoghlami
Osama Zoghlami, född 19 juni 1994 i Tunisien, är en italiensk friidrottare som tävlar i hinderlöpning.

## Karriär
Vid europamästerskapen i friidrott 2022 tog Zoghlami brons på 3 000 meter hinder.